# Fernand Halphen niño
Fernand Halphen niño (en francés: Fernand Halphen enfant ) es un retrato que Pierre-Auguste Renoir pintó en 1880 del compositor francés Fernand Halphen. Desde 1995, la obra forma parte de la colección del Museo de Orsay de París . 

## Fernand Halphen
Desde muy joven, Fernand Halphen (1872 - 1917), descendiente de una rica familia judía dedicada al comercio y la banca, recibió una educación musical. Estudió con músicos famosos como Gabriel Fauré, Ernest Guiraud y Jules Massenet. En 1896 ganó el segundo premio en el Premio de Roma. Su obra incluye una sinfonía, una suite de orquesta, un ballet y música de cámara. El 16 de mayo de 1917 murió en batalla durante la Primera Guerra Mundial. 

## Presentación
En el Salón de 1879, Renoir tuvo mucho éxito con la La señora de Georges Charpentier y sus hijos. Esto se debió al lugar prominente que la esposa del editor George Charpentier ocupaba en el mundo cultural de París. Después del Salón, Renoir logró algunas comisiones de bienvenida, como este retrato del joven Fernand Halphen en traje azul de marinerito. La pintura destaca por sus contornos claros y colores brillantes. Esto marca la transición del período impresionista de Renoir de los años 1870 al "período ingresco" entre 1883 y 1888.

## Origen
- Propiedad de la familia Halphen.
- Regalo hecho a un gobernador.
- El comerciante de arte y coleccionista Jos Hessel compra la obra en una venta pública.
- Propiedad del coleccionista Charles Pacquement, París.
- Después de la Primera Guerra Mundial, Pacquement dio trabajo a la viuda de Fernand Halphen, Alice de Koenigswarter en París.
- 1963: legado a su hijo Georges Halphen.
- 1995: legado al Museo de Orsay.